# Borysowszczyzna
Borysowszczyzna [bɔrɨsɔfʂˈt͡ʂɨzna] (en ukrainien: Борисівщина, Borysivshchyna) est un village polonais de la gmina de Nurzec-Stacja dans le powiat de Siemiatycze et dans la voïvodie de Podlachie. Il se situe à environ 4 kilomètres au sud de Nurzec-Stacja, à 17 kilomètres à l'est de Siemiatycze et à 76 kilomètres au sud de Białystok.
Selon le recenssement de la commune de 1921, ont habité dans le village 135 personnes, dont 17 étaient catholiques, 102 orthodoxes, et 16 judaïques. Parallèlement, 85 habitants ont déclaré avoir la nationalité polonaise, 35 la nationalité biélorusse et 15 la nationalité juive. Dans le village, il y avait 18 bâtiments habitables.